# İzmir Halcyons 2022
Questa voce raccoglie le informazioni riguardanti gli İzmir Halcyons nelle competizioni ufficiali della stagione 2022.

## 2. Lig 2022

### Stagione regolare
| Bursa 16 aprile 2022, ore 19:00 1ª giornata | Uludağ Timsahlar | 18 – 22 | İzmir Halcyons | Fethiye Spor Kompleksi |

| Smirne 22 maggio 2022, ore 18:00 2ª giornata | Ege Dolphins | 7 – 34 | İzmir Halcyons | Balçova Spor Kompleksi |

| Smirne 4 giugno 2022, ore 13:00 4ª giornata | İzmir Halcyons | 26 – 0 | Kocaeli Sharks | Balçova Spor Kompleksi |

| Smirne 11 giugno 2022, ore 19:00 5ª giornata | İzmir Halcyons | 25 – 0 (a tavolino) | ÖzÜ Wolves | Balçova Spor Kompleksi |

### Playoff
| Smirne 25 giugno 2022, ore 19:30 Semifinale | İzmir Halcyons | 28 – 0 | Kocatepe Victory Walkers | Balçova Spor Kompleksi |

| Ankara 2 luglio 2022, ore 20:00 finale | İzmir Halcyons | 21 – 0 | Antalyaspor | Beytepe Amerikan Futbolu Sahası |

## Statistiche di squadra
| Competizione      | %Vittorie | In casa | In casa | In casa | In casa | In casa | In casa | In trasferta | In trasferta | In trasferta | In trasferta | In trasferta | In trasferta | Totale | Totale | Totale | Totale | Totale | Totale |
| Competizione      | %Vittorie | G       | V       | N       | P       | Pf      | Ps      | G            | V            | N            | P            | Pf           | Ps           | G      | V      | N      | P      | Pf     | Ps     |
| ----------------- | --------- | ------- | ------- | ------- | ------- | ------- | ------- | ------------ | ------------ | ------------ | ------------ | ------------ | ------------ | ------ | ------ | ------ | ------ | ------ | ------ |
| Stagione regolare | 1.000     | 2       | 2       | 0       | 0       | 51      | 0       | 2            | 2            | 0            | 0            | 56           | 25           | 4      | 4      | 0      | 0      | 107    | 25     |
| Playoff           | 1.000     | 2       | 2       | 0       | 0       | 49      | 0       | 0            | 0            | 0            | 0            | 0            | 0            | 2      | 2      | 0      | 0      | 49     | 0      |
| Totale            | 1.000     | 4       | 4       | 0       | 0       | 100     | 0       | 2            | 2            | 0            | 0            | 56           | 25           | 6      | 6      | 0      | 0      | 156    | 25     |